# アカボゲットウ

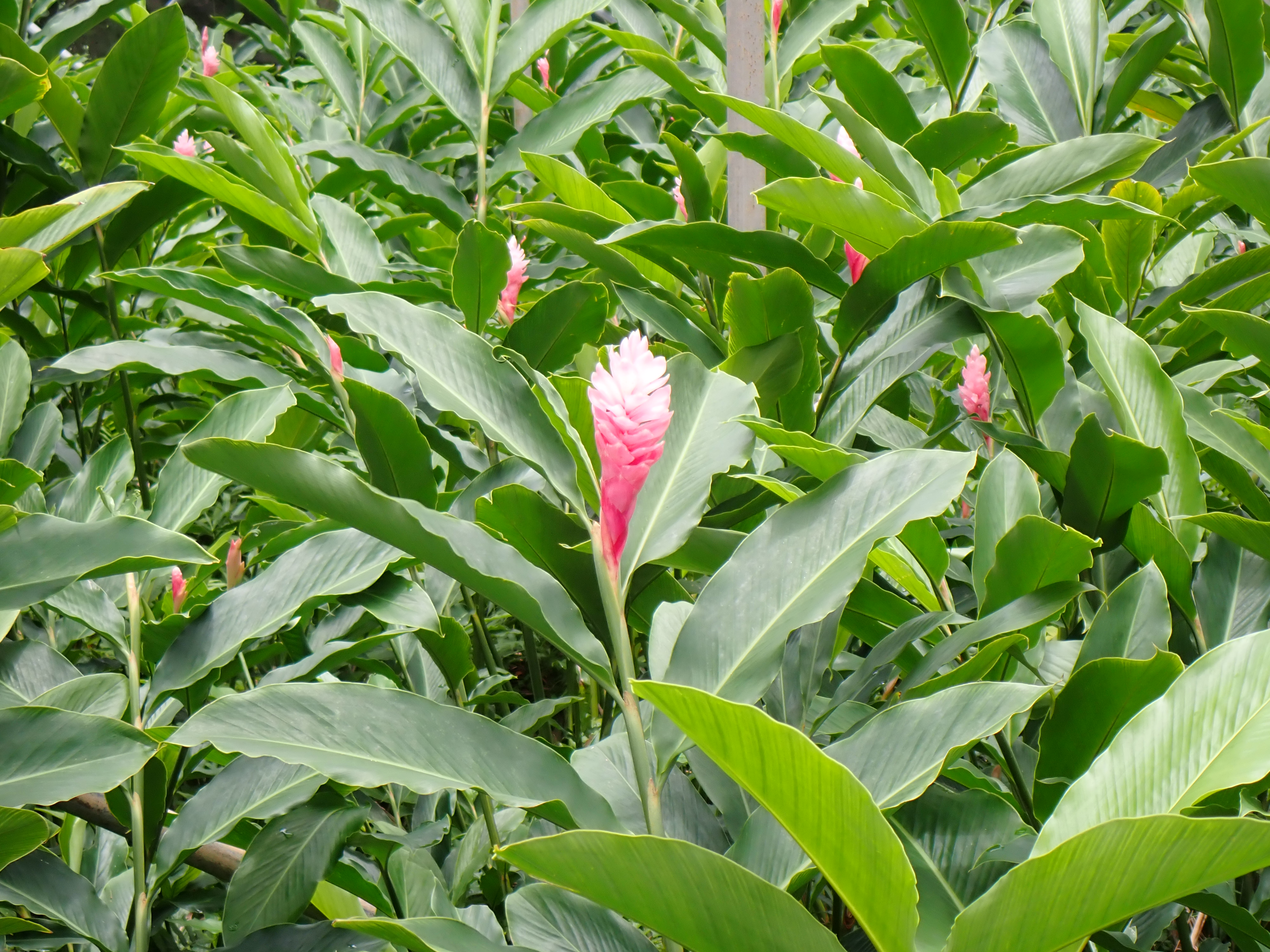
ピンクジンジャーの花序
（2024年5月 沖縄県石垣市）

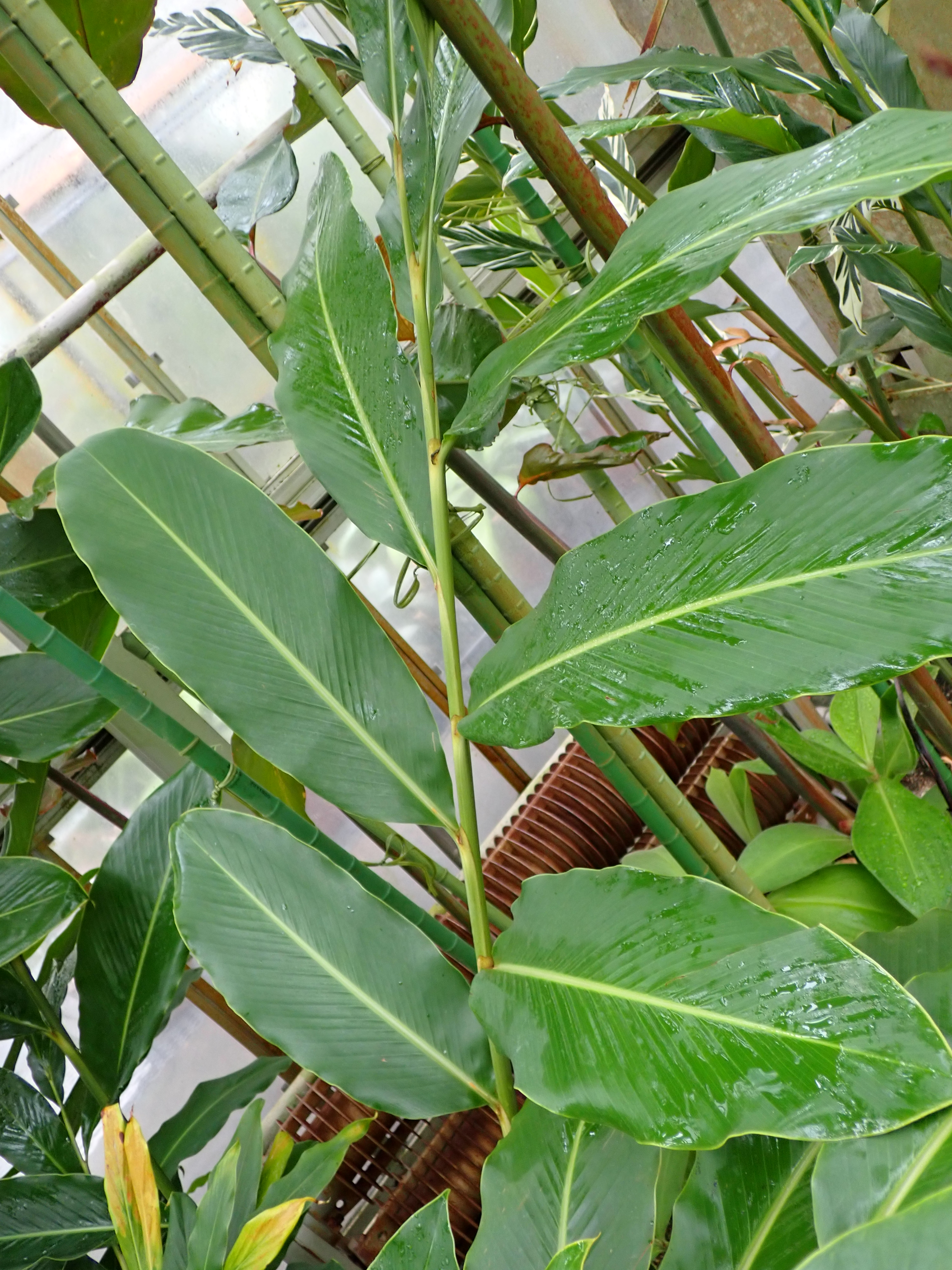
互生する葉

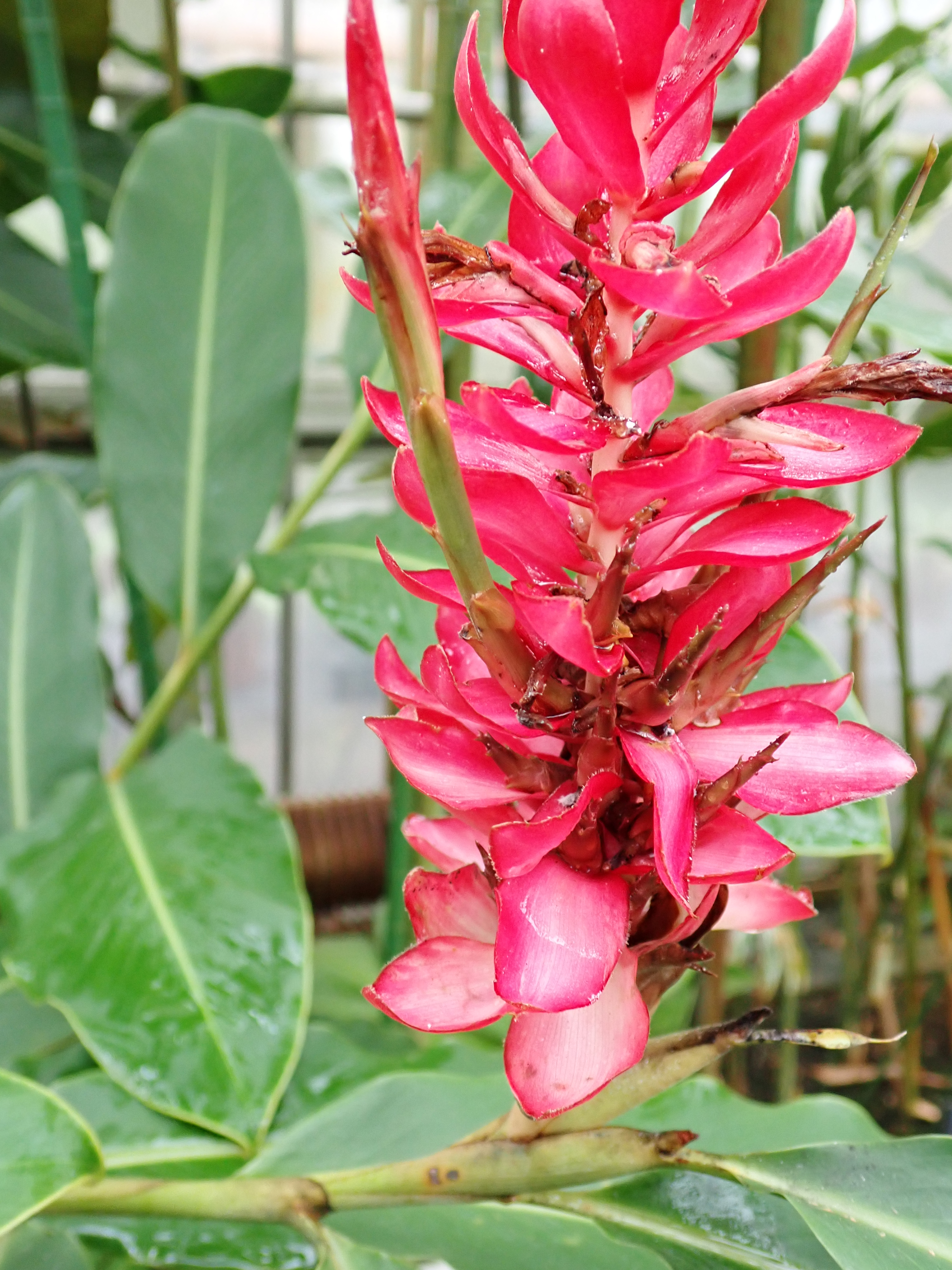
穂状花序に生じた高芽

アカボゲットウ（別名　レッドジンジャー、学名：Alpinia purpurata）はショウガ科ハナミョウガ属の常緑多年生草本。

## 特徴
熱帯地域では高さ5 mに達するが、沖縄では高さ1–2 m程度。葉はやや厚く両面無毛で光沢があり、長楕円形で先は尖り、互生する。茎の先端から長さ30 cmほどの花軸を伸ばし、赤い花苞を密生する穂状花序を出す。各花苞の中に小さく目立たない白または黄色の花がある。周年開花する。花序に高芽が生じることがある。

## 分布
インドネシア東部熱帯地域（スラウェシ島、モルッカ諸島～ニューギニア島）～太平洋諸島原産。POWOではインドネシアのマルク州～ニューギニア島、ビスマルク諸島、ニューカレドニア、ソロモン諸島、バヌアツ原産としている。

## 利用
沖縄をはじめ熱帯各地で公園、生け垣、鉢物などに利用。沖縄やハワイでは切り花としても栽培される。花苞が桃色の品種（ピンクジンジャー）や八重咲き品種もある。耐風性、耐寒性は弱いため、風当たりが弱く、日当たりのよい場所に植栽する。繁茂しすぎると花立ちが悪くなるので株分けが必要になる。花序にアブラムシやすす病の発生がみられる。繁殖は株分けや高芽取りによる。